# Marcel Langsam
Marcel Alfons Claudin Eugene Langsam (Luxemburg-Stad, 26 oktober 1891 – aldaar, 21 november 1979) was een Luxemburgs kunstsmid en olympisch turner.

## Leven en werk
Marcel Langsam was een zoon van handschoenmaker Nicolas Langsam en Catherine Trémont. Hij werd opgeleid aan de École d'artisans de l'État, als leerling van kunstsmid Etienne Galowich. Langsam was actief als turner en nam deel aan de Olympische Zomerspelen 1912 in Stockholm. Met het Luxemburgs team behaalde hij een vierde (Europees systeem) en een vijfde plaats (vrij systeem).
Als kunstsmid toonde Langsam zijn werk onder meer op een tentoonstelling van de Kunstverein Luxemburger Studenten (1915) en salons van de Cercle Artistique de Luxembourg (CAL). In 1921 nam hij met onder anderen Nicolas Birnbaum, Michel Haagen en Galowich deel aan de door de CAL georganiseerde Exposition Lorraine-Luxembourg. In 1930 toonde hij op de Salon du CAL een smeedijzeren toegangsdeur en ontving daarvoor de Prix Grand-Duc Adolphe. Langsam en Haagen maakten twee vitrines voor het Luxemburgs paviljoen op de wereldtentoonstelling van 1939 in Parijs.
Marcel Langsam overleed op 88-jarig leeftijd.

## Enkele werken
- 1921 votiefaltaar voor de kathedraal van Luxemburg, in samenwerking met Galowich.
- 1922 smeedijzeren toegangsdeur in de hoofdingang van het refugium Sint-Maximinus in Luxemburg-Stad, in samenwerking met Jacques Lentz.[5] Het smeedijzeren wapen van Luxemburg boven de entree werd gemaakt door Galowich.
- 1932 smeedwerk voor de Krankenkasse, Rue de Strasbourg, Luxemburg-Stad.
- 1932 communiehek voor de Heilig-Hartkerk in Luxemburg-Stad.
- 1935 smeedijzeren altaarhek met symbolen van de vier evangelisten voor de crypte in de kathedraal van Luxemburg.[6]
- 1937-1938 smeedwerk voor de Rotisserie Ardennaise aan de Route de Longwy in Luxemburg-Stad.

## Galerij

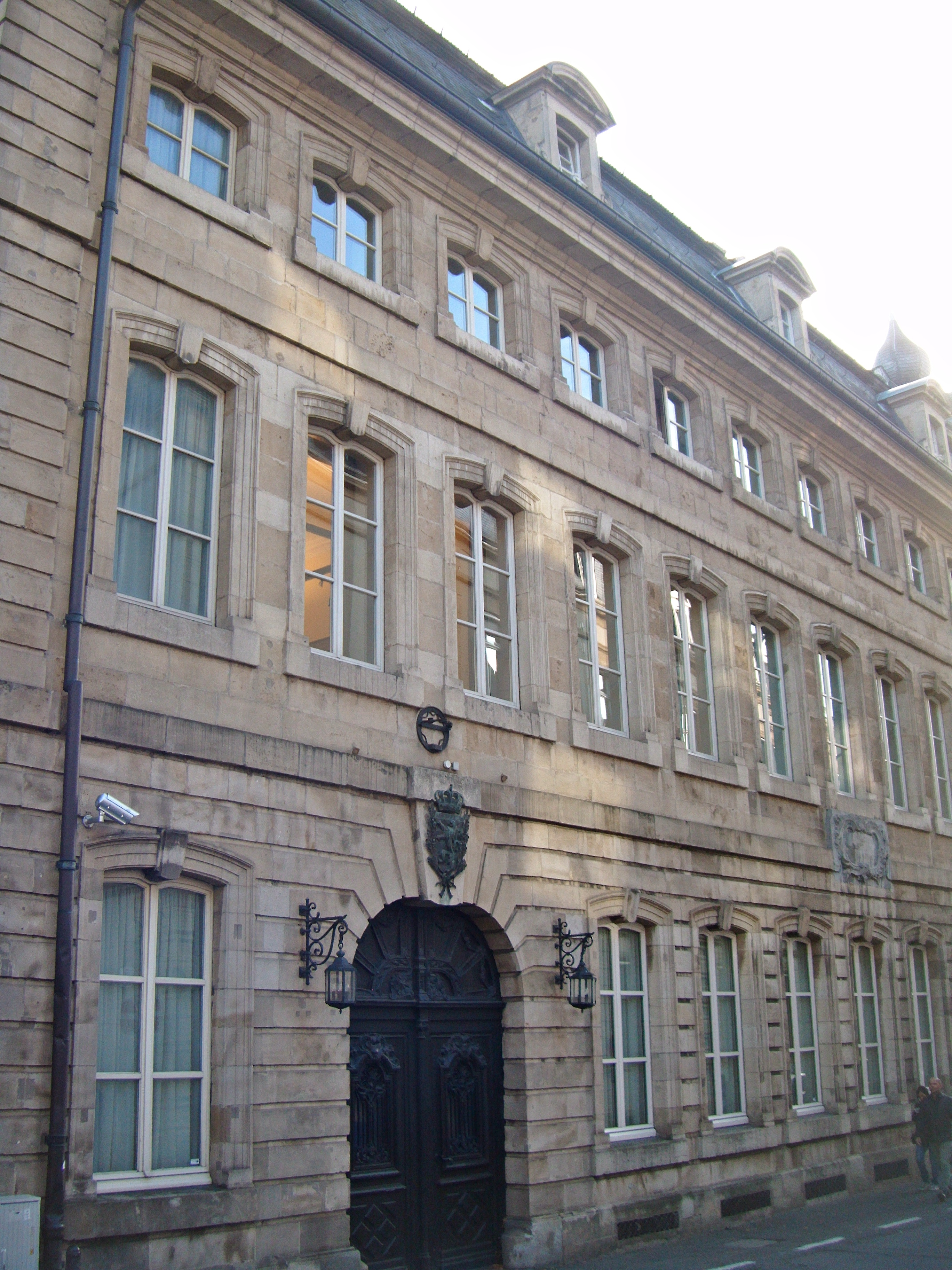
toegangsdeur (1922), Luxemburg-Stad

- Musée national d'archéologie, d'histoire et d'art: lkl005437